# بريانا ستابس
بريانا ستابس (من مواليد 13 يوليو 1991) هي لاعبة رياضة التجديف وعالمة أبحاث بريطانية، فازت بميداليتين ذهبيتين لبريطانيا العظمى في بطولة العالم للتجديف 2013 تحت 23 عاماً وكذلك عام 2016. كانت أصغر مجدفة تعبر القناة الإنجليزية عندما أكملت هذا الإنجاز عام 2004، وكان عمرها 12 عامًا. تركز أبحاثها على استقلاب مشروبات الكيتون، وكان مقرها في جامعة أكسفورد. وتم إدراجها في قائمة بي بي سي 100 امرأة عام 2014.